# Monte Pissis
El monte Pissis es un estratovolcán inactivo, situado sobre un ramal de la cordillera de los Andes dentro de la región del altiplano puneño de la Argentina, ubicado entre las provincias de Catamarca y La Rioja. Este volcán es la tercera cumbre de mayor altura de los hemisferios Sur y Occidental, con una altitud de 6795 m s. n. m.

## Toponimia
Si bien es técnicamente un volcán, en la cartografía del IGM argentino figura en la plancheta 1:500.000 N.º 2769 III con el topónimo Monte Pissis.
Se supo confundir antiguamente a este gran volcán con otro que se encuentra 18 km más al Este, el Nacimientos del Jagüé (5.830msnm), (que es aquel donde están justamente las nacientes del Río Jagüé). También se conoció al Monte Pissis con su nombre en quechua: Pillanhuasi. El nombre moderno fue colocado en 1885 por la Comisión Chilena de Exploración del Desierto, comandada por Francisco Javier San Román. La nominación fue hecha en honor al geógrafo francés Pedro José Amadeo Pissis, quien sirvió al gobierno chileno en el siglo XIX; aunque el apellido se habría acomodado bastante fortuitamente con el nombre que procede de la voz cacana pissi cuyo significado es "pequeño", pese a las enormes dimensiones de esta montaña tal denominación alude a que no forma parte del ramal mayor de la cordillera de los Andes sino de uno menos extendido.

## Ubicación
Considerado como el 2.º de los volcanes más altos del mundo, se encuentra ubicado en la cordillera de los Andes, dentro de la sección sur de los Andes de Atacama y enteramente en territorio argentino. Políticamente se halla en el límite entre las provincias de Catamarca y La Rioja.

Se accede desde el norte desde la localidad de Fiambalá  por la ruta asfaltada al paso de San Francisco  (ruta 60) y luego por la quebrada de La Copia, pasando por la depresión de la laguna de los Aparejos y al comienzo Este del Valle Ancho.

Su acceso sur es complicado y luego de transitar el camino al paso Pircas Negras  se recorre la Quebrada del Río del Medio y se atraviesa la cuenca del gran cráter "Inca Pilio" (Corona del Inca).

Su cara norte, englaciada  en su mayor parte, es la visión más difundida del monte y su belleza sobresale en el desierto norteño. La cara sur, de salvaje aspecto, está surcada por un glaciar encajonado entre oscuros espolones. 

La cara oeste es la cara oculta del Pissis, solo fue recorrida la zona por dos expediciones (mexicanos 1994 y argentinos 2009) y posee solo una ruta en su extensión. El aspecto de la ladera olvidada es glaciar y entre los 5600 y 5900 m s. n. m. existe un enorme campo de hielo de más de 40 km².

Las coordenadas de la cumbre principal son S27º45'16,7" W68º47'56,34" (S27,754859º W68,799155º) y la altura brindada por SRTM es 6795 m s. n. m., mientras que la oficial de acuerdo al Instituto Geográfico Nacional es de 6880 m s. n. m. tomada hace muchos años con antiguos métodos barométricos y de triangulación con teodolito.

### Descripción topográfica
De origen volcánico es un monte de 6 cumbres. Catalogado como volcán compuesto la principal característica de este tipo es la existencia de varias cumbres y de cráteres superpuestos.
Forma junto a sus cumbres satélites la sierra o cordón del Pissis orientado de Noroeste a Sureste.
El cordón del Pissis además de su macizo principal posee ocho cumbres alineadas en sentido aproximado NO SE. Una de ellas (Hombro del Pissis) supera los 6400 m s. n. m., otras tres superan los 6000 m s. n. m. y el resto los 5500 m s. n. m.
Constituye el borde norte del enorme cráter del Inca Pillo. Forma parte del círculo de los volcanes gigantes junto con el Bonete, Baboso, Reclus, Gemelos y cordones del Bonete y Pissis.
Sobresale dentro de su propio cordón y recorta en su parte más alta sus seis cumbres.
Las laderas norte del macizo cierran al sur la cuenca de la Salina de la Laguna Verde y es el límite norte de la cuenca de la laguna del Inca Pillo. Ambas cuencas son las de mayor extensión en esa porción de la región y el Pissis adquiere el mayor protagonismo desde ambas depresiones.
Consta de 7 cumbres principales superiores a 6700 m s. n. m., algunas de ellas bautizadas en el año 1994 por una expedición conjunta de militares y civiles argentinos y españoles, liderados por Jaime Suárez. Existe una sexta cumbre ubicada al SO de la principal nominada como Pissis IV por la expedición polaca que realizó el primer ascenso de la montaña en 1937.
De este a oeste son: Ejército Argentino (6.790 m s. n. m.), UPAME (6.785 m s. n. m.), Cardenal Samoré (6.685 m s. n. m.), CAM ( la más alta de todas según cotas de la carta topográfica n.º 2769-34 ED 1, escala 1:100.000, del IGM argentino),Gendarmería Nacional (6.675msnm), y Pissis IV (6.750 m s. n. m.).
Finalmente se puede afirmar que las cumbres del PISSIS ascienden a 9 y , ordenadas de mayor a menor altura, serían:
1- Cumbre CAM  ............................ 6.795 m s. n. m. (S27,754859º  W68,799155º)

2- Cumbre Ejército Argentino ......... 6.785 m s. n. m. (S27,772300º W68,772891º)  (3.230m al SE de la cumbre principal)

3- Cumbre U.P.A.M.E ..................... 6.785 m s. n. m. (S27,769368º W68,781410º)  (2,370m al SE de la cumbre principal)

4- Cumbre IV .................................. 6.750 m s. n. m. (S27,758709º W68,806665º)  (850m al SW de la cumbre principal)

5- Cumbre V ................................... 6.730 m s. n. m. (S27,762362º W68,806215º)  (400m al sur de la Cumbre IV )

6- Cumbre VI .................................. 6.705 m s. n. m. (S27,772500º W68,787504º)  (700m al WSW de la cumbre U.P.A.M.E )

7- Cumbre VII ................................. 6.700 m s. n. m. (S27,765836º W68,804949º)  (400m al sur de la Cumbre V )

8- Cumbre Cardenal Samoré ......... 6.685 m s. n. m. (S27,762947º W68,791130º)  (1.200m al SE de la cumpre principal)

9- Cumbre Gendarmería Nacional . 6.675 m s. n. m. (S27,750102º W68,799788º)  (530m al Norte de la cumbre principal)

### Cráter Corona del Inca
Hacia el sudsudoeste, a solo 16 km en línea recta de su cumbre, se encuentra el cráter Corona del Inca ("Inca Pilio" en quéchua), el cual se cree que era la cima de una antigua montaña que se desplomó sobre sí misma durante una explosión volcánica, o bien, que fue producido por el impacto de un meteorito. Forma una abertura de 5 km de diámetro. Gracias a que el agua de deshielo se deposita en su endorreico centro, se ha formado el lago Corona del Inca, el cual es navegable y sería el más alto del mundo de esta condición, su espejo de agua se halla a 5.100 m de altitud y los bordes de la "corona" que la rodean promedian los 5.450msnm. En 2003 allí se batió el récord mundial de buceo en altura.

## La controversia de su altura

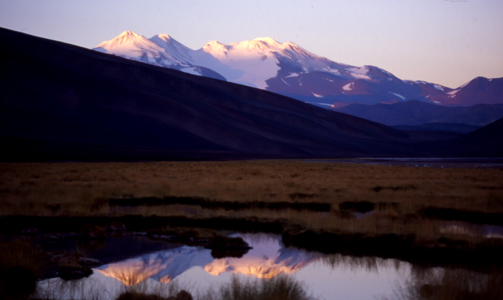
Monte Pissis.

Existió en el pasado un debate sobre cuál era el "volcán más alto del mundo"; se dudaba si era el Monte Pissis o el Ojos del Salado; ambos volcanes son argentinos, pero el segundo es también compartido con Chile.  Las medidas de ambos volcanes variaban de manera importante.
Las cumbres del macizo (de este a oeste), según la cartografía oficial argentina, miden:
- 1......Cumbre Este................(Ejército Argentino)............6870 m s. n. m.
- 2......Cumbre Pissis II...........(UPAME)...........................6875 m s. n. m.
- 3......Cumbre Central...........(Cardenal Samoré).............6775 m s. n. m. (*)
- 4......Cumbre Principal........(CAM)..................................6880 m s. n. m.
- 5......Cumbre Oeste.............(Gendarmería Nacional)......6775 m s. n. m. (*)
- 6......Cumbre 'Pissis IV.....6825 m s. n. m. (*)

(*) Altura intermedia entre cotas según cartografía IGM Argentina (Monte Pissis 1:100.000)
La cartografía oficial argentina, compilada en 1962 y vigente hasta la década de 1990, señalaba una altura de 6780 m s. n. m. Las fuentes utilizadas por el Instituto Geográfico Militar fueron las hojas de la Dirección Nacional de Geología y Minería a escala 1:500.000, del año 1959, el reconocimiento de la Dirección Nacional de Geología y Minería a escala 1:500.000, del año 1962, el mapa de la Catamarca, Subsecretaría de asuntos técnicos, a escala 1:500.000 del año 1952, y la Carta Preliminar del Instituto Geográfico Militar de Chile, a escala 1:250.000 del año 1954. Todas las fuentes señaladas estaban basadas en las medidas tomadas por el ingeniero geógrafo e hidráulico chileno Luis Riso Patrón, y publicadas en su obra de principio del siglo XX sobre Geografía Chilena.
Actualmente las alturas brindadas por SRTM (Shuttle Radar Topography Misión) son las más confiables y no coinciden con las oficiales del IGM argentino en la zona del Pissis. Vale aclarar que en otras áreas concuerdan plenamente con las brindadas por el órgano oficial de Argentina.
La información topográfica SRTM está basada en imágenes obtenidas por el Transbordador espacial Endeavour, que despegó el 11 de febrero de 2000. La misión fue diseñada para recoger datos tridimensionales de la superficie terrestre para cual se añadió un mástil de 60 metros de largo, una antena adicional de radar y otros sistemas de navegación más precisos. Esta misión es un proyecto de la NASA, la Agencia Geoespacial de los Estados Unidos, el Departamento de Defensa de los Estados Unidos, y las agencias espaciales de Alemania e Italia. La misión está coordinada por la Dirección del Programa de Ciencias Terrestres de la NASA, localizado en Washington D. C..
Las medidas según SRTM de las cumbres del Pissis son:
- 1......Cumbre Este................(Ejército Argentino)............6790 m s. n. m.
- 2......Cumbre Pissis II...........(UPAME)...........................6785 m s. n. m.
- 3......Cumbre Central...........(Cardenal Samoré).............6685 m s. n. m.
- 4......Cumbre Principal........(CAM)..................................6795 m s. n. m.
- 5......Cumbre Oeste.............(Gendarmería Nacional)......6675 m s. n. m.
- 6......Cumbre Pissis IV.....................................................6745 m s. n. m.

(Datos obtenidos de Janne Corax 2006 y Vicente Marino 2006)
En noviembre de 2005, para corroborar las alturas SRTM y brindar mayor claridad a la medida de la altura de la cumbre principal, el austriaco Peter Schön escaló el Pissis junto con el belga Andy Debakker, para realizar in situ la medición, llevando hasta la cumbre un Trimble DGPS, con el fin de poder limitar al máximo el error posible. Las alturas tomadas, luego de sus correcciones, arrojaron 6795 m s. n. m. El error puede ser +/- 10 metros sin embargo, 6795 m s. n. m. está de acuerdo con los datos de SRTM que indica una medida ligeramente superior a 6795 m s. n. m.
A fin de explicar de una manera simplificada la tecnología utilizada, podemos diferenciar por un lado el método llamado absoluto que es el utilizado por los navegadores más sencillos, donde el GPS se encarga de sintonizar la señal de cada satélite, ajustar su reloj, computar las distancias y calcular la posición obteniendo una precisión planimétrica entre 7 m y 25 m (sin Disposición Selectiva), dependiendo de la geometría de la constelación y de la calidad con que llegue la señal.
Por otro lado el método diferencial (DGPS) consiste en la utilización de un receptor móvil y una estación (o estaciones) de referencia sobre coordenadas conocidas. La idea básica para comprender el fundamento del DGPS es la utilización de receptores sobre puntos de coordenadas muy bien conocidas; estos receptores (llamados: estaciones de referencia), leen en todo momento las posiciones reportadas por sus observaciones GPS y las comparan con las posiciones teóricas de sus coordenadas conocidas. En tiempo real, las estaciones de referencia transmiten las correcciones a realizar a los receptores del usuario, que también está leyendo directamente la señal GPS y que instantáneamente toma dichas correcciones y las aplica a sus medidas, con lo cual se mejora notablemente la precisión del sistema.
En el año 2007, una expedición franco-chilena exploró el Pissis y el Ojos del Salado para determinar sus altitudes. En sus registros, el Ojos del Salado superó al Pissis (6890 m s. n. m. contra 6795 m s. n. m., respectivamente). Estas mediciones fueron aceptadas por el Instituto Geográfico Militar chileno y consideradas oficiales para ese país, sin que su par argentino hiciera remisión o admisión alguna.

## Ascensiones

### Primeras ascensiones
El primer ascenso de la cumbre principal o CAM le corresponde a los montañistas polacos Stefan Osiecki y Jan Alfred Szczepański, que hacen cumbre el 7 de febrero de 1937. Esta expedición permaneció 2 meses en la zona realizando también los primeros ascensos al Ojos del Salado, Nevado Tres Cruces (6750 m s. n. m.), Nacimiento (6435 m s. n. m.), Patos -o Tres Quebradas- (6240 m s. n. m.) y Copiapó (6050 m s. n. m.). El primer ascenso de la cumbre Este o Ejército Argentino lo realizó la cordada argentina compuesta por Pablo Ojeda y Bonnina del Campo el 21 de enero de 1983; el primero de la cumbre UPAME lo completó el suizo Louis Glausser el 9 de febrero de 1986; el primero de la cumbre Samoré fue la cordada del Ejército Argentino dirigidos por el entonces teniente coronel José Herminio Hernández, jefe del Regimiento de Infantería de Montaña 16 y el suboficial principal Ricardo González, el cabo primero Pedro Rodríguez y el cabo primero Germán Zugasti, el 19 de noviembre de 1999; el primero a la cumbre Gendarmería Nacional fueron Guillermo Almaraz {https://www.estiloandino.com/} (enlace roto disponible en Internet Archive; véase el historial, la primera versión y la última). y Marcos Cocconi el 11 de noviembre de 1998; y el primero a la cumbre Pissis IV Stefan Osiecki el 7 de febrero de 1937.

### Otras ascensiones
En noviembre de 1994, una expedición conformada por civiles (argentinos y españoles) y militares, dirigida por Jaime Suárez González, alcanzó la cumbre del Este o Ejército Argentino. Entre los integrantes militares que llegaron a dicha cima, en su mayoría pertenecientes a la VIII Brigada de Montaña del Ejército Argentino, se encontraban el teniente primero Claudio González Vergara (RI Mot 17), el subteniente Carlos María Fraquelli (RIM 11), el sargento primero Baqueano Fernando Roux (Ca Caz M 8), el sargento primero Roque Reimann (RIM 16), y el cabo 1.º Esteban Montoya (Ca Caz M 8). Además, cinco civiles (Jaime Suárez González, David Flores, Laura Suárez, Juan Herrera y Joan Rovira) también alcanzaron dicha cumbre con la mencionada expedición, que contó con el apoyo logístico del Sargento Primero Arancibia y del Sargento Brito, ambos conductores motoristas del RI Mot 17.
En noviembre del 2006 la Provincia de Catamarca organizó «Pissis para el Mundo» de la cual participaron un centenar de montañistas de más de 10 países logrando la cumbre 28 de ellos siendo, hasta la fecha, el mayor ascenso masivo a esta montaña y la primera vez que fue transmitido por internet dicho ascenso por medio del sitio del Club de Montaña Andinautas.

### Rutas de ascenso
Existen varias posibilidades de ascenso por distintas vertientes:
- Ruta normal

La ruta normal de la montaña discurre por la ladera NE (provincia de Catamarca) y se parte desde el campo base Mar del Plata, ubicado a 4600 metros. En la primera jornada se accede por una quebrada hasta el punto que se ensancha el glaciar y se instala el campo 1 (5300 m s. n. m.). En la segunda jornada se transita por el Glaciar de los Argentinos (NE) hasta alcanzar el emplazamiento del campo 2 cerca de los 6000 metros. En una dura tercera jornada se salvan los últimos 800 metros de desnivel hasta la cumbre y se regresa al campo 2.
- Ruta italiana

En la cara sur, la ruta italiana de 1990 permite alcanzar la cumbre principal por el glaciar de los italianos.
- Ruta mendocina

En la cara sureste, la ruta mendocina de 1983 alcanza la cumbre Ejército Argentino.
- Ruta Reinhard - Glauser

El itinerario abierto por Johan Reinhard y Louis Glauser en 1985 alcanza la cumbre principal realizando una travesía de NE a SO por el glaciar de los Argentinos desde el campamento base Fiambalá.
- Ruta del Glaciar Oeste

La ruta más exigente en cuanto a la aproximación y escalada es la del Glaciar Oeste, abierta recién en 2009.